# Биорастворимые микроиглы
Биорастворимые микроиглы — это биотехнологическая платформа, которая предназначена для малоинвазивного введения фармацевтических и косметических субстанций в кожу (витамины, белки, полисахариды, нуклеиновые кислоты и т. п.). Основными задачами биорастворимых микроигл являются безболезненное проникновение в кожу на заданную глубину и растворение с высвобождением активного компонента. Биорастворимые микроиглы изготавливаются из полимеров, разрешенных к использованию в косметологии и медицине. Продукты, изготовленные на основе данной биотехнологической платформы, обычно представляют собой полимерную пластинку, на поверхности которой находится массив (от 10 до >1000) микроигл.
Микроиглы способны проникать на заданную глубину (нижние слои эпидермиса, дерма), не повреждая капилляры и нервные окончания, безболезненно и безопасно доставляя макромолекулы (белки, нуклеиновые кислоты), которые невозможно ввести в организм средствами для накожного применения (крема, трансдермальные пластыри), а введение обычными иглами болезненно и травматично.
Микроигольные массивы наносятся на кожу пациентов на необходимое время для растворения микроигл и высвобождения активных компонентов.

## Преимущества и механизмы биорастворимых микроигл
Несмотря на единый способ введения микроигл в кожу, механизмы действия косметических аппликаторов отличаются от механизмов аппликаторов для доставки вакцин и лекарственных веществ.

### Механизм действия косметических микроигольных аппликаторов
При нанесении на кожу косметических биорастворимых микроигольных аппликаторов инициируется параллельное действие двух механизмов:
- контролируемое механическое микроповреждение эпидермиса, также называемое коллаген-индукционной терапией,
- постепенное растворение микроигл в коже, сопровождающееся высвобождением активных веществ, выполняющих различные функции от разглаживания морщин до питания и гидратирования кожи.

Контролируемое механическое повреждение кожи, как правило, разделяют на 3 стадии:
1. Инициация / Воспаление,
2. Распространение,
3. Ремоделирование[1].

На первой стадии тромбоциты и нейтрофилы, привлеченные к месту повреждения, стимулируют высвобождение факторов роста, включая трансформирующий фактор роста-альфа (TGF-α), TGF-бета (β) и фактор роста, полученный из тромбоцитов (PDGF), которые способствуют синтезу белков межклеточного матрикса (коллагена, протеогликанов, сетчатых адгезивных белков). На второй стадии высвобождение факторов роста приводит к стимуляции моноцитов, кератиноцитов и фибробластов, в результате чего образуется фибронектиновый матрикс и фибробласты в конечном итоге депонируют коллаген. На третьей стадии происходит преобразование волокон коллагена в фибриллярный коллаген I, что приводит к ремоделированию ткани и подтяжке кожи. Первично на основе данного механизма было создано два коммерчески доступных микроигольных устройства с металлическими микроиглами — Dermaroller® и Dermapen®. Позже стали появляться и биорастворимые аналоги (о них ниже).
Контролируемое механическое повреждение кожи как растворимыми, так и металлическими микроиглами показало многообещающие результаты в процедурах коррекции несовершенств кожи: шрамы от прыщей, хирургические шрамы, эпидермальные морщины, улучшение текстуры и упругости кожи.
Вторым механизмом действия косметических биорастворимых микроигл является транспорт активных молекул непосредственно в нижние слои эпидермиса и дерму, что существенно повышает эффективность космецевтических продуктов. Малоинвазивность данной процедуры и отсутствие риска повторного введения микроигл после использования аппликатора значительно уменьшает риск возникновения побочных эффектов, инфицирования и, в целом, увеличивает безопасность процедуры. Один из первых примеров успешной доставки космецевтиков с помощью растворимых микроигл был опубликован в 2014 году, когда два активных компонента — аскорбиновая кислота и ретинил ретиноат, обладающие различной гидрофильностью, были включены в растворяющиеся гиалуроновые микроиглы для борьбы с морщинами. Клиническое исследование данного продукта показало эффективность доставки активов, отсутствие признаков аллергии и/или раздражающего действия микроигл на кожу.
На сегодняшний день различными научными коллективами создаются микроиглы с такими активными компонентами как гиалуроновая кислота, коллаген, аминолевулиновая кислота (лечение актинического кератоза), аденозин, флаваноиды (эпигаллокатехин-3-галлат). Отдельное внимание уделяется доставке косметических белков и белковых соединений с помощью микроигл (меланостатин, ригин, pal-KTTKS, пептиды, факторы роста, экстракты протеинов из стволовых клеток), как правило, обладающих большой молекулярной массой и неспособных проникнуть в кожу без помощи микро- или обычных инъекционных игл.
В качестве основных преимуществ использования биорастворимых микроигольных аппликаторов для введения косметических средств выделяют:
- Повышение эффективности доставки активных компонентов за счет равномерного распределения (уменьшение расстояния между проколами), повышения точности доставки (унифицирование дозы за счет равномерного распределения препарата в микроигольном аппликаторе);
- Снижение вероятности развития негативных последствий, связанных с инъекционным введением, в том числе и эстетических (гематомы);
- Снижение влияния человеческого фактора на качество проведения косметологической процедуры;
- Минимизация затрат на утилизацию инструментов и на приобретение дополнительных расходных материалов;
- Возможность осуществления косметологических процедур вне специализированных учреждений без привлечения обученного персонала.

### Механизм действия микроигольных аппликаторов для доставки вакцин и иммунотерапии
Поскольку кожа обладает большим количеством иммунокомпетентных клеток, дермальная вакцинация и\или иммунотерапия антигенами является привлекательной альтернативой внутримышечным и подкожным инъекциям, при которых вакцина и\или иммунологические препараты (препараты антител или сывороток, моноклональные антитела, препараты микробного происхождения и т. п.) вводятся единовременно в высоких дозах. Эти традиционные способы инъекции оказывают большую нагрузку на иммунную систему (противопоказано для людей с иммунодефицитами), могут провоцировать развитие аллергических реакций и осложнений.
Широкое распространение получила разработка микроигольных аппликаторов, которые способны прокалывать роговой слой кожи и, растворяясь в эпидермисе и дерме, высвобождать антигены различной структуры и молекулярного веса (белки, полисахариды, капсиды, целые клетки). Данные системы позволяют безболезненно и атравматично вводить препарат адресно к иммуннокомпетентным клеткам, локализованным в эпидермисе и дерме (клетки Лангерганса), и обеспечивать формирование иммунного ответа на вводимый антиген. Доклинические исследования показали, что при трансдермальном введении антигенов в более низких дозах, чем при подкожных и внутримышечных инъекциях, наблюдается развитие аналогичного клеточного и гуморального иммунного ответа.
Во время исследования механизмов развития иммунного ответа при трансдермальном введении антигена научным коллективом Chiu установлена активация клеток Лангерганса, кросс-представляющих дендритных клеток. После поглощения антигена дермальные дендритные клетки и клетки Лангерганса мигрируют к дренирующим лимфатическим узлам, представляя антиген с помощью основных комплексов гистосовместимости (MHC-I, MHC-II). Дальнейшее взаимодействие с Т-клеточным рецепторами CD4+ и CD8+ Т-клеток приводит к дифференцировке CD4+Т-клеток в фолликулярные Т-хелперы и вспомогательные Т-хелперы 1 (Th1), которые выделяют большое количество интерлейкина-2, интерферонов и фактора некроза опухоли. Оба подмножества Т-клеток стимулируют пролиферацию и дифференциацию плазматических клеток секретирующих антитела, которые, в свою очередь, вызывают IgG2a, IgA и IgM-иммунный ответ. С другой стороны, клетки Лангерганса индуцируют дифференцировку CD4+ Т-клеток в Т-хелперы 2 (Th2), на что указывает секреция IL-4, IL-5, IL-10 и IL-13, а также рост уровня IgG1 и IgE. Таким образом, клетки кожи способны инициировать системный иммунный ответ на поступающие антигены, что делает перспективным трансдермальное введение вакцин микроигольными аппликаторами.
Основными преимуществами использования микроигольных аппликаторов для введения иммунологических препаратов и вакцин являются:
1. Снижение дозы препарата при сохранении иммунного ответа, так как при трансдермальном введении препарат непосредственно в дерме взаимодействует с неспецифическими иммунными клетками (клетки Лангерганса, дендритные клетки и макрофаги), активирующими антителообразвание.
2. Снижение иммуногенной нагрузки на организм, снижение реактогенности вакцин и аллергических реакций на них. Это происходит за счет уменьшения дозы, а также благодаря исключению стабилизаторов (монитол и др.), которые могут выступать в качестве аллергенов;
3. Минимизация риска занесения инфекции, развития кровотечения, повреждения нервных окончаний;
4. Снижение побочных эффектов действия (что особенно важно для сильнореактогенных вакцин) за счет постепенного высвобождения вакцины из микроигольной матрицы;
5. Потенциальное увеличение срока годности вакцины благодаря использованию полимерной матрицы, которая выступает в качестве консервирующего компонента.
6. Снимается необходимость соблюдения холодовой цепи (соблюдения температурного диапазона 2-8 °C при перевозе и хранении вакцин) за счет стабилизации молекул в полимерной матрице микроигл без доступа кислорода, влаги[19].

## Виды биорастворимых микроигл
Существуют различные виды биорастворимых микроигл, как правило они различаются:
1. по размеру: высота иглы от 100 до 1000 мкм;
2. по форме: конические, пирамидальные, каплевидные, сложной формы.
3. по количеству слоев\активных компонентов:
  - Моноиглы. Полимер с активным веществом (или веществами) распределен равномерно по всему объёму иглы;
  - Двухслойные микроиглы. Обычно активное вещество (или вещества) сконцентрированы в кончике иглы, а формировать саму микроиглу может один полимер или несколько (например, один в кончике иглы и второй в основании);
  - Многослойные микроиглы. Три слоя и более, где каждый слой несёт свой полимер и активное вещество (или вещества).

## Основные способы производства микроигл
Наиболее часто используемым методом изготовления микроигл является микролитье или микромолдинг (micromolding), для реализации которого методами фотолитографии, рентгеновской литографии, ультрафиолетовой литографии или лазерной абляции формируется массив микроигл (обычно из металла или кремния) с желаемыми геометрическими параметрами. Данный массив обычно называют мастер-формой (master), он может быть использован для многократного изготовления обратных форм — молдов (mold) с микролунками для многократной отливки микроигл из любых материалов, включая растворимые полимеры. После изготовления молдов для формирования массива микроигл из биорастворимых полимеров обычно используют solvent-casting метод, когда на молд наносится раствор полимера. Далее проводят центрифугирование или вакуумирование раствора, чтобы полимер заполнил микролунки. После чего обеспечивают испарение растворителя (рисунок «а»). В ходе данных процессов получаются твердые биорастворимые микроструктуры, которые повторяют форму микролунок.
В связи с дороговизной микромолдинга в начале 2010-х различные научные группы начали разработку mold-free методов изготовления микроигл. Одним из таких методов стала полимерная литография, когда нагретый до температуры стеклования полимер наносится на пластину и медленно вытягивается во время застывания, формируя характерные конические микроиглы (рисунок «b»). Однако данный метод характеризуется рядом ограничений. Так как процесс требует использования высоких температур, то становится невозможным введение в полимерную матрицу таких микроигл белковых препаратов и активных веществ, которые деградируют при нагревании выше 42 градусов по Цельсию.
Техника литографии была переработана в исследованиях Kim J.D. et al., который создал способ низкотемпературного выращивания микроигл из капель полимера. Для создания микроигл капли полимера наносятся на две пластинки, затем пластинки контактируют друг с другом и медленно удаляются, формируя «песочные часы» из капель. После этого удлиненный полимер высушивают продувкой воздуха и получают массив микроигл (рисунок «с»). Разновидность данной техники представлена на рисунке «d», когда микроиглы формируют на заранее подготовленных пластинках с выступами, которые однократно или многократно погружают в полимерный раствор и затем высушивают, формируя заостренный кончик.
Основными недостатками таких методов являются:
- невозможность концентрирования активных компонентов в кончике иглы и\или неравномерное распределение внутри иглы для более эффективной доставки в эпидермис или дерму;
- сложность варьирования высоты игл с сохранением механической прочности.

С 2018 года данные изделия вынесли в отдельную группу и называют микротипс, поскольку они не входят в кожу и растворяются на её поверхности в микроуглублениях рогового слоя.
Технология изготовления биоразлагаемых полимерных микроигл, предложенная Vecchione et al., интересна отсутствием этапности процесса, при котором формовка иглы и испарение растворителя происходит одновременно и практически одномоментно (рисунок «e»). В основу технологии положен пироэлектрический эффект диэлектрического кристалла (танталат лития, LiTaO3), когда при соответствующем тепловом раздражении приложенному к кристаллу, генерируется электрическое поле, которое формует полимерный конус и способствует быстрому испарению растворителя для фиксации заданной формы иглы. Технология не требует использования высоких температур или УФ-излучения (способствующего деградации многих белков и витаминов), биополимеры обрабатываются в форме раствора при температуре от 20 до 40 °С. Однако проблематичен процесс масштабирования подобных установок.
Развитие аддитивных технологий, а именно 3D печати, также оказало влияние на развитие методов изготовления микроигл. Компьютерное проектирование в CAD-программах позволяет создавать микроиглы различных размеров и форм-факторов. Основными методами печати микроигл являются микростереолитография или Микро-SLA, используемая для печати различными разновидностями эпоксидной смолы, а также печать методом послойного наплавления (Fused Deposition Modeling, FDM) для изготовления биорастворимых микроигл (рисунок «f»). Микро-SLA позволяет добиться значительной точности, однако из-за особенностей технологии есть ограничения в плане используемых для печати материалов и нет возможности создания биорастворимых микроигл. FDM-печать на сегодняшний день не обладает необходимой точностью, а сформированные микроиглы нуждаются в постобработке. Кроме того, для формирования микроигл полимер проходит через горячее сопло нагреваясь до 100—200 °С, что делает невозможным включение активов в полимер.
Появляются комбинированные способы литья игл, когда в процесс молдинга включаются элементы микропрецизионного дозирования и напыления полимерных присадок, что позволяет модифицировать иглы. Также последующая машинная обработка позволяет создавать изделия сложной формы, площадью более 10 см2 и оснащать биорастворимые матрицы микроэлектронными компонентами.

## История разработки биорастворимых микроигл
Концепция использования миниатюрных игл для доставки лекарств была предложена ещё в 1976 году, однако уровень развития технологий не позволил развить идею. Лишь в конце 1990-х годов появилась возможность использовать высокоточные микроэлектронные промышленные инструменты, что сделало возможным изготовление таких устройств. Микроиглы, изготовленные в качестве средств для трансдермальной доставки лекарственных препаратов, впервые были упомянуты в статье 1998 года «Microfabricated microneedles: a novel approach to transdermal drug delivery» (Journal of Pharmaceutical Sciences), демонстрирующей возможность их проникновения в нижние слои эпидермиса и дермы.

### Создатели биорастворимых микроигл
Основоположниками и главными разработчиками биорастворимых микроигл для трансдермальной доставки вакцин стали 2 научных коллектива под руководством Mark R. Prausnitz (Georgia Institute of Technology, USA) и Ryan Donnelly (Queen’s University Belfast, UK). Данные научные группы одни из первых провели исследования в области разработки микроигольных массивов и трансдермальной доставки вакцин. Позже, в 2005 году, к разработке различных видов микроигл для вакцинации, а также для доставки косметических и лекарственных препаратов, присоединились ученые из Пекинского химико-технологического университета, Университета Южной Австралии, Институтов Кореи (Korea Advanced Institute of Science), Университета Квинслэнда (Queensland University, Австралия), Университета Лейдена (Leiden University, Нидерланды), Университет Осака (Osaka University, Япония) и др.

### Развитие технологии в 2007—2013 годы
Расцвет эпохи микроигл пришёлся на 2007—2013 год, когда было подано рекордное количество патентных заявок на различные изобретения, содержащие на поверхности микроиглы (всего к началу 2020 года насчитывалось около 8110 патентов или заявок на патенты с микроигольными девайсами). В этот период, помимо научных институтов, разработкой микроигл для доставки инсулина, нестероидных противовоспалительных препаратов, микроигольных роликов и аппликаторов для применения в косметологии начали заниматься такие компании как 3M, Cosmed Pharmaceutical, Clearside Biomedical, NanoPass Technologies, Corium International, Circassia, Radius Health, Zosano Pharma и Micron Biomedica.
Наиболее быстроразвивающимся направлением, в рамках которого начали появляться первые коммерческие продукты, является доставка косметических веществ с помощью микроигольных аппликаторов. Лидерами данного направления являются преимущественно японские и корейские компании — ACROPASS, CosMED, Shiseido Pharmaceutical.
В рамках направления доставки лекарственных средств посредством микроигольного аппликатора широкое распространение получила разработка растворимых микроигл для трансдермального введения инсулина, десмопрессина и гормона роста человека. Также в аннотируемых источниках научной литературы встречается разрозненная информация об исследованиях эффективности доставки нестероидных противовоспалительных препаратов (ибупрофен, парацетамол) при прокалывании кожных покровов и последующем нанесении активного компонента.
Первые международные исследования с участием российских разработчиков в области биорастворимых микроигл начались с 2012 года.
К 2020 году учеными из разных научных коллективов разработаны аппликаторы для трансдермальной доставки более 30 видов вакцин. На сегодняшний день ведутся доклинические и клинические исследования. К 2025 году прогнозируется запуск в производство около 10 фармацевтических продуктов с применением микроигольной платформы для доставки вакцин от гриппа, полиомиелита, гепатита В.

### Проблематика разработки, клинических испытаний и регистрации конечных продуктов
Разработка и клинические исследования микроигольных аппликаторов осложняются тем, что эффективность введения микроигл в кожу на заданную глубину, а также эффективность растворения и высвобождения лекарственного препарата из матрицы микроигл, напрямую зависит от физических свойств кожи. Важное значение имеют эластичность, толщина эпидермиса, гидратация (количество жидкости в межклеточном пространстве), которые варьируются в зависимости от места расположения участка кожи, пола, расы / этнической принадлежности, возраста человека и условий окружающей среды (например, уровень инсоляции). Таким образом, разработчики биорастворимых микроигл столкнулись с проблемой стандартизации введения и растворения микроигл, а также проблемой введения лекарственного препарата различным пациентам в идентичных дозах. Основным решением данных проблем большинство исследователей видит в концентрировании препаратов в кончике микроигл и использовании дополнительных девайсов для унификации введения микроигл.
Массовое производство микроигольных аппликаторов требует создания стандартизированных методов и специализированных автоматизированных систем контроля качества микроигольных аппликаторов, а также формирования нормативной базы для беспрепятственного вывода на рынок новой продукции.
Несмотря на неоспоримые преимущества применения микроигольных аппликаторов в медицине, такие как безболезненность введения, снижение дозы введения, снижение количества и выраженности побочных эффектов препаратов, уменьшение количества медицинских отходов при проведении процедуры (по сравнению со шприцами), потенциальная термостабильность вакцин внесенных в матрицу микроигл, низкие затраты на утилизацию аппликаторов, остается множество нерешенных проблем, связанных как с эффективностью введения микроигл в кожу, организацией производства и выводом новых продуктов на рынок.
Это привело к тому, что на начало 2020 года не было зарегистрировано в FDA ни одного медицинского изделия на основе биорастворимых микроигольных массивов, а часть разработчиков, создающих косметические решения в США, Китае и ЕС, находится вне регуляторного поля.
В целом, для того, чтобы изделие на основе биорастворимых микроигл подходило под требования регулятора, производитель должен доказать следующее:
1. Биорастворимые микроиглы входят в кожу, а не проминают её, растворяясь на поверхности;
2. Растворяясь при вхождении в кожу, микроиглы высвобождают активную субстанцию, которая распределяется в коже;
3. Вхождение и растворение микроигл позволяет стандартизировать процедуру с повторяемым результатом при одинаковом времени процедуры и силе надавливания на изделие.

## Производители косметических микроигл
До 2019 года на международной арене присутствовали продукты трех азиатских компаний-производителей биорастворимых косметических микроигл: Raphas (Acropass) (Корея), CosMED Pharmaceutical (Япония), Shiseido (Япония). Данные компании выпускают косметические микроигольные аппликаторы для домашнего применения под различными торговыми марками: ACROPASS, MicroHyala, Navision HA-Fill Patch, а также контрактно производят патчи для таких российских брендов, таких как LIBREDERM и др. Кроме того, французская L’Oréal в настоящее время представлена гиалуроновыми патчами VICHY, а в США набирает популярность разработка компании Dr. Jart, которая выпускается под торговой маркой FOCUSPOT™.
В 2015 году в России появилась компания-разработчик биорастворимых микроигольных изделий для косметического и медицинского назначения «Микронидл Индастриал», которая в 2019 году запустила полный производственный цикл и контрактно производит на территории России микроигольные аппликаторы с модифицированными массивами на основе гиалуроновой кислоты с различными активными компонентами, применяя собственную производственную технологию.Её заказчиками являются косметические бренды BLÓM и MIXIT. В 2020 году компания анонсировала начало доклинических испытаний инъекционной системы на основе биорастворимых микроигл для введения вакцин и иммунотерапевтических субстанций с микроэлектронным резонатором.

## Вакцинация и микроиглы
В аннотируемых источниках научной литературы присутствует большое количество данных о доклинических исследованиях по оценке эффективности и безопасности трансдермального введения широкого спектра вакцин против вирусных, бактериальных и протозойных патогенов, в том числе вакцины против вирусов гриппа, гепатита В, японского энцефалита, вируса папилломы человека, вируса Западного Нила, ротавируса, вируса простого герпеса, гепатита С, кори, ВИЧ, дифтерии, туберкулёза, чумы и столбняка и протозойных заболеваний, включая малярию. На стадии клинических испытаний находятся микроигольные аппликаторы для доставки вакцин против гриппа, полиомиелита и бешенства.
При проведении многочисленных доклинических исследований по оценке эффективности трансдермального введения вакцин, импрегнированных в полимерную матрицу микроигл в низких дозах (от 2 до 20 мкг), установлено развитие иммунного ответа на уровне аналогичном при подкожном и внутримышечном введении. В исследованиях in vivo установлено, что при трансдермальном введении вакцины от полиомиелита, наблюдается увеличение уровня анти-С-антиген антител, в такой же степени, как после внутримышечной иммунизации. При проведении доклинических исследований микроигольных аппликаторов для доставки трехвалентной вакцины против гриппа установлено образование анти-HLA антител в ответ на каждый штамм на уровне сравнимом с уровнем антител при внутримышечных инъекциях. При трансдермальном введении вакцины от жёлтой лихорадки приматам наблюдается увеличение уровня нейтрализующих антител в крови более чем в 7 раз по сравнению с аналогичным показателем при введении вакцины с помощью подкожных инъекций.
Рядом исследователей в экспериментах in vivo изучается эффективность введения ДНК-вакцин при помощи микроигл, несущих в себе полимерные пленки с ДНК, иммуностимулирующими РНК, биоразлагаемыми поликатионами, которые покрывают мультислоями полиэлектролитов (способствующих трансфекции и сохранению ДНК и вспомогательных веществ в коже от нескольких недель до нескольких дней). Установлено, что при введении ДНК-вакцины против модели ВИЧ-антигена при помощи микроигольных аппликаторов в экспериментах in vivo, наблюдаемая экспрессия генов превышает в 140 раз значение аналогичного показателя при внутрикожной инъекции. При исследовании эффективности трансдермального введения ДНК-плазмид, кодирующих поверхностный антиген гепатита В, рекомбинантного защитного антигена бацилл сибирской язвы и ДНК-плазмид, кодирующих четыре гена вируса коровьей оспы in vivo на лабораторных животных установлена генерация нейтрализирующих антител на уровне, аналогичном уровню, наблюдающемся при подкожном введении.
Результаты клинических исследований исследовательской группы профессора М. Праузница трансдермальной доставки вакцины против гриппа показали, что данный метод безопасен и эффективен, а антигены введенные в кожу в более низких дозах вызывают иммунные ответы аналогичные наблюдаемым при внутримышечных инъекциях.
В связи с вышесказанным можно сделать вывод, что при введении живых, инактивированных, субъединичных и ДНК-вакцин с помощью микроигольных аппликаторов формируется высокий уровень нейтрализующих антител и вырабатывается устойчивый иммунный ответ. Кроме того, микроиглы обладают потенциальным преимуществом по формированию иммунного ответа при введении вакцин в низких дозах, что способствует снижению реактогенности вакцин и иммуногенной нагрузки на организм в целом.
При проведении клинических испытаний по оценке безопасности трансдермального введения вакцин с помощью микроигольных аппликаторов исследовательскими группами под руководством М. Праузница, а также исследовательскими группами компаний Georgia Tech, Apogee и Zosano на выборке, превышающей 7000 добровольцев, признаков инфицирования, аллергических реакций или других серьёзных негативных эффектов в месте нанесения микроигл ни в одном из случаев не установлено. При этом большинством добровольцев было подтверждено, что введение микроигл не вызывало острых болезненных ощущений, которые наблюдаются при использовании традиционных инъекционных игл.

### COVID-19 и микроиглы
Ученые медицинского факультета Питтсбургского университета объявили о разработке потенциальной вакцины против SARS-CoV-2 — коронавируса, вызвавшего пандемию COVID-19. Предложенная учеными разработка представляет собой массив из 100 микроигл высотой 750 мкм, изготовленных из карбоксиметицеллюлозы solvent-casting методом, включающих антигены — белки MERS-S1f, MERS-S1fRS09, MERS-S1ffliC, SARS-CoV-2-S1 и SARSCoV-2-S1fRS09. При тестировании in vivo вакцина, доставляемая в кожу с помощью микроигольного аппликатора, показала высокую эффективность и обеспечила выработку антител специфичных к SARS-CoV-2, в количествах которые считаются достаточными для нейтрализации вируса.

## Методики оценки эффективности вхождения микроигл и распределения активных веществ в коже
На данный момент существуют исключительно in vitro и ex vivo методы определения глубины проникновения микроигл в кожу, а также оценки растворения микроигл и распределения вещества.
В азиатских странах для исследования эффективности пенетрации кожи микроиглами используют чаще всего свиную кожу, на которую накладывают массив микроигл. После введения микроигл в кожу и по прошествии определённого времени экспозиции (этот параметр обычно варьирует от 2 до 40 минут) аппликатор удаляют с поверхности кожи и проводят гистологическое исследование. Образцы кожи помещают в криостат и замораживают, после чего разрезают микротомом на секции 8-12 мкм. Секции окрашивают гематоксилином и эозином, фиксируют на стекле специальной фиксирующей средой (например, Thermo Scientific Richard-Allan Scientific Cytoseal 60). Когда препарат застывает, то проводят микроскопию образцов и оценивают глубину проникновения микроигл.
Существуют различные модификации данного метода. Например, когда в микроиглы перед наложением на кожу вводят красители или связывают активные компоненты микроигл с флуорисцирующим агентом для оценки распределения вещества внутри эпидермиса после растворения микроигл.
Этически релевантной является оценка эффективности микроигольных массивов на ex vivo эксплантах человеческой кожи после пластических операций, когда удаленную кожу донор добровольно передает для исследований. На сегодняшний день наиболее информативным является оценка с применением ex vivo кожи добровольцев с пролонгированным анализом, когда ткань сохраняется в течение 28 дней в жизнеспособном состоянии (в обычных исследованиях ткань сохраняется не более нескольких дней, поэтому невозможно оценить её регенеративные и биохимические возможности из-за апоптоза клеток). Это позволяет оценить отсроченные негативные или противоспалительные эффекты, выделить отложенные биохимические маркеры эффекта применения биорастворимых микроигл. Методы анализа с применением ex vivo кожи в длительном наблюдении (мониторинге) делают дальнейшие разработки биорастворимых микроигл перспективными: позволяют подтверждать вход игл в кожу, растворение и распределение фармацевтической субстанции, выявлять наличие маркеров ответа и, тем самым, соблюдать требования регуляторов фармацевтического рынка о доказательной эффективности изделий.